# Strzelectwo na Letniej Uniwersjadzie 2007 – tarcze ruchome mieszane 10 metrów mężczyzn indywidualnie
Zawody strzeleckie w konkurencji "tarcze ruchome mieszane 10 metrów mężczyzn indywidualnie" odbyły się 12 sierpnia na obiekcie Shooting Range w Bangkoku.
Złoto wywalczył Dmitriy Romanov. Srebro zdobył Łukasz Czapla. Brązowy medal przypadł  Maksimowi Stiepanowi. O tym, kto zajmie drugie miejsce, zadecydowała dogrywka.

## Finał
| Rk. | Kraj | Zawodnik                | Punkty |
| 1   | RUS  | Dmitrij Romanow         | 386    |
| 2   | POL  | Łukasz Czapla           | 385    |
| 2   | RUS  | Maksim Stiepanow        | 385    |
| 4   | UKR  | Oleksandr Zinenko       | 384    |
| 5   | CHN  | Gan Lin                 | 383    |
| 6   | UKR  | Władysław Prjanisznikow | 382    |
| 7   | CHN  | Wang Yi                 | 380    |
| 8   | CZE  | Bedřich Jonáš           | 375    |

## Dogrywka o 2. miejsce
| Rk. | Kraj | Zawodnik         | 1. Seria | 2. Seria | Zwycięzca |
| 2   | POL  | Łukasz Czapla    | 10       | 9        | ✔         |
| 2   | RUS  | Maksim Stiepanow | 10       | 8        |           |